# Lamya
Lamya Al-Mugheiry (1973. október 30. – 2009. január 8.) ománi származású, kenyai születésű R&B-énekesnő, dalszerző volt. Sheffieldben nőtt fel. Leghíresebb számának, az Empiresnek egy remixe 2002-ben listavezető lett az amerikai Billboard Hot Dance Music/Club Play slágerlistán.
Miután 1991-ben Vaughn Mason DJ Break 4 Love című felvételén énekelt, őt választották, hogy énekeljen a Soul II Soul második albuma, a Vol. II: 1990 - A New Decade két számában, a Love Come Throughban és az In the Heat of the Nightban. 1993-ban a Duran Duranhoz csatlakozott kétéves Wedding Album turnéjukon és a hozzá kapcsolódó televíziós fellépéseken, közte az MTV Unpluggedon. David Bowie-val és James Brownnal is fellépett.
2002-ben Lamya megjelentette egyetlen szólóalbumát, Learning from Falling címmel. A dalokat ő maga szerezte és a producer is ő volt, a szövegekhez felhasználta verseit, melyeket tizenegy éves kora óta írt. Két kislemeze jelent meg, az Empires (Bring Me Men) és a Black Mona Lisa. A Blender magazin az albumról írt kritikájában „a kenyai Björknek” nevezte az énekesnőt. Az album a 16. helyen nyitott az Egyesült Államokban a Top Heatseekers slágerlistán, de a két kislemez egyike sem került fel a Billboard Hot 100-ra. 2003 februárjában fellépett Nelson Mandela AIDS-eseknek szervezett jótékonysági koncertjén. Ugyanebben az évben Macy Gray nyitóműsoraként lépett fel.
2009-ben jelent volna meg második albuma, a Hiding in Plain Sight, de január 8-án váratlan szívroham következtében elhunyt Ománban.

## Diszkográfia
Albumok
- Learning from Falling (2002) – #16 Top Heatseekers[7]

Kislemezek
- Empires (Bring Me Men) (2002) – #1 Hot Dance Club Play[8]
- Black Mona Lisa (2002)
- Never Enough (csak promo)